# Furacão de Okeechobee de 1928

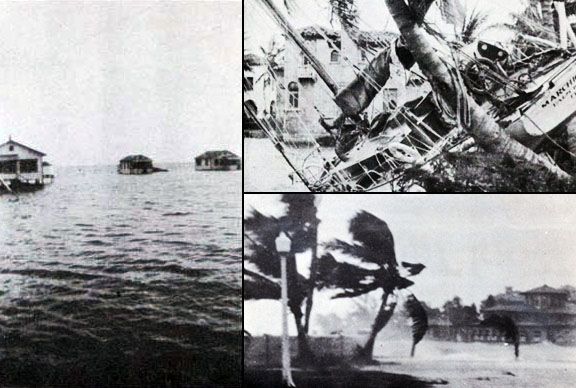
Danos sofridos pelo furacão.

O Furacão de Okeechobee de 1928, também conhecido como o Furacão San Felipe Segundo de 1928, foi um furacão que atingiu o Porto Rico, as Bahamas, e a Flórida, em setembro de 1928.

## História meteorológica

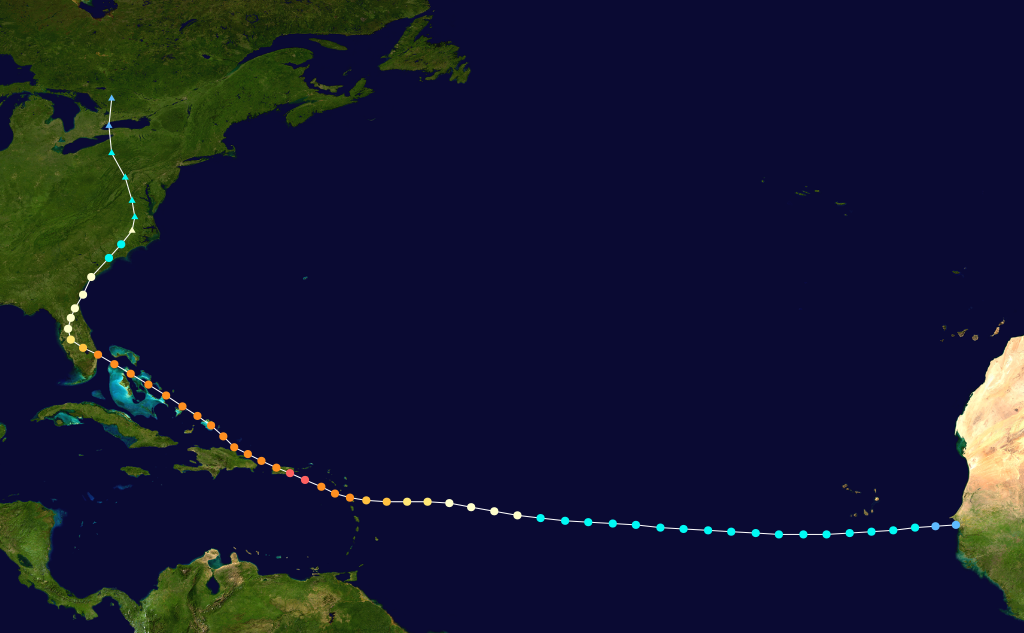
Trilha do furacão Okeechobee, de 1928, usando o esquema de cores da escala Saffir-Simpson.

A tempestade foi avistada pela primeira vez em 10 de setembro de 1928 pelo navio S.S. Commack, quando estava localizada a 1 450 km a leste de Guadalupe. Até então, foi o relato de um ciclone tropical no Atlântico mais oriental já recebido através do rádio de uma embarcação. Na década de 1990, uma nova análise da gênese do furacão determinou que a tempestade provavelmente se formou quatro dias antes, em algum lugar entre o arquipélago de Cabo Verde e a costa ocidental da África.
A medida que tempestade se aproximava do Caribe, já tinha o status de furacão de categoria 3 dentre as 5 possíveis na escala de Saffir-Simpson.